# Kuusenvuopio
Kuusenvuopio är en sjö i Pajala kommun i Norrbotten och ingår i Torneälvens huvudavrinningsområde. Kuusenvuopio ligger i Torne och Kalix älvsystem Natura 2000-område.